# Kruislaancompartimentering

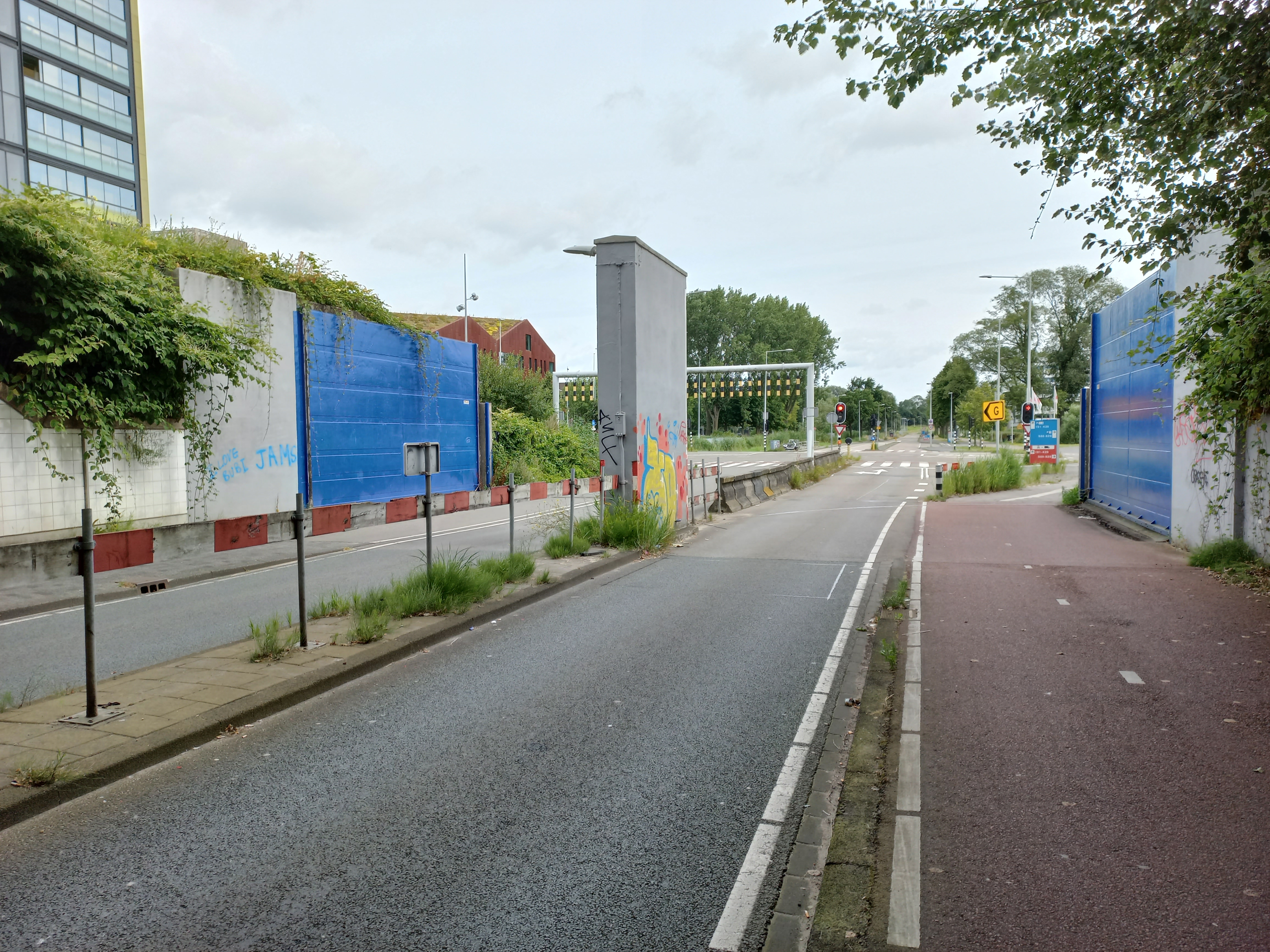
Kruislaancompartimentering richting Science Park (augustus 2024)

De Kruislaancompartimentering is een waterkering binnen de Amsterdamse wijk Watergraafsmeer.

## Geschiedenis
Het gebied Watergraafsmeer is een drooglegging van het vroegere Watergraafsmeer. Na die drooglegging diende het eeuwenlang tot landbouw en veeteelt, in de 19e eeuw behorend aan de gelijknamige gemeente. De drooglegging bleef tot aan de 20e eeuw toch voornamelijk grasland met hier en daar een buitenplaats of dorpskern. Eerste tekenen van grote verandering kwam toen Amsterdam hier een terrein kocht van Watergraafsmeer om een nieuwe begraafplaats in te richten; de latere De Nieuwe Ooster. Het tweede teken van een ander eind als agrarisch gebied kwam toen Amsterdam Watergraafsmeer annexeerde in 1921. De bebouwing vorderde gestaag maar langzaam, totdat een groot deel van de droogmakerij volgebouwd was. Reuring kwam niet veel later doordat de spoorwegen in Amsterdam van maaiveld naar dijklichaam werd verlegd in het kader van de Spoorwegwerken Oost. Die spoordijk deelde het oorspronkelijk gebied in tweeën. Door inklinking van veengronden ligt de wijk Watergraafsmeer 5 meter onder NAP.

## Waterkering
In 1955 waren er inmiddels zoveel bewoners dat een extra bescherming tegen overstroming in de vorm van een bouwkundig kunstwerk wenselijk werd. De bombardementen uit de Nederland in de Tweede Wereldoorlog was men nog niet vergeten. In het kader van "Wet Bescherming Waterstaatswerken in Oorlogstijd" (BWO van na de oorlog), was hier een waterkering nodig. De genoemde spoordijk werd in de daaropvolgende jaren gepromoveerd tot waterkering, maar het viaduct over de Kruislaan bleef een punt waar zowel overstromingen vanuit de Amstel of Ringvaart Watergraafsmeer vrij spel hadden. In 1961 kwam daarom een waterkering gereed, die het water van beide kanten kon tegenhouden. Indien de Amstel zou overstromen, dan zou het oostelijk deel van de Watergraafsmeer droge voeten kunnen houden (er zouden nogal wat wetenschappelijke centra komen); de ellende zou beperkt blijven tot de woonwijk. Als de ringdijk het zou begeven, dan zou het westelijk deel droog gehouden kunnen worden. In de vaderlandse pers was men er niet over uit, wat nu het idee achter deze afsluiting was. Dat werd eigenlijk pas duidelijk in 2019 toen het haar naam kreeg Kruislaancompartimentering.